# Walter R. Cooney Jr.
Walter R. Cooney Jr. (ur. 1962) – amerykański inżynier chemik, astronom amator. Obserwacje prowadził w Highland Road Park Observatory w Baton Rouge, w Blackberry Observatory w Port Allen oraz w Sonoita Research Observatory w Arizonie.
W latach 1998–2005 odkrył 47 planetoid, z czego 20 samodzielnie. Odkrył także ponad 50 gwiazd zmiennych. Na jego cześć nazwano planetoidę (35365) Cooney.

## Lista odkrytych planetoid
| (11739) Baton Rouge | 25 września 1998  |
| (15072) Landolt     | 25 stycznia 1999  |
| (16107) Chanmugam   | 27 listopada 1999 |
| (20430) Stout       | 10 stycznia 1999  |
| (43083) Frankconrad | 19 listopada 1999 |
| (44370) 1998 SK35   | 27 września 1998  |
| (47045) Seandaniel  | 29 listopada 1998 |
| (49349) 1998 WW6    | 24 listopada 1998 |
| (49350) Katheynix   | 27 listopada 1998 |
| (49454) 1998 YH22   | 30 grudnia 1998   |
| (53256) Sinitiere   | 16 marca 1999     |
| (53257) 1999 FF     | 16 marca 1999     |
| (59172) 1999 AE3    | 10 stycznia 1999  |
| (60177) 1999 VU6    | 8 listopada 1999  |
| (66399) 1999 LH     | 5 czerwca 1999    |
| (66946) 1999 XT1    | 3 grudnia 1999    |
| (70723) 1999 VK1    | 3 listopada 1999  |
| (74439) Brenden     | 6 lutego 1999     |
| (75249) 1999 XU1    | 3 grudnia 1999    |

| (79912) Terrell      | 10 lutego 1999       |
| (80698) 2000 CH1     | 4 lutego 2000        |
| (81531) 2000 HK14    | 29 kwietnia 2000     |
| (85708) 1998 SL35    | 27 września 1998     |
| (85805) 1998 WS6     | 24 listopada 1998    |
| (85878) Guzik        | 13 lutego 1999       |
| (101722) Pursell     | 10 marca 1999        |
| (101777) Robhoskins  | 13 kwietnia 1999     |
| (103221) 1999 YC5    | 29 grudnia 1999      |
| (103222) 1999 YD5    | 29 grudnia 1999      |
| (121206) 1999 PO3    | 13 sierpnia 1999     |
| (121543) 1999 VG1    | 3 listopada 1999     |
| (121544) 1999 VJ1    | 3 listopada 1999     |
| (122067) 2000 HJ5    | 27 kwietnia 2000     |
| (155680) 2000 JU10   | 9 maja 2000          |
| (157330) 2004 TS16   | 13 października 2004 |
| (162158) Merrillhess | 15 lutego 1999       |
| (164761) 1998 WU6    | 24 listopada 1998    |
| (213127) 2000 DP3    | 28 lutego 2000       |

| (223794) 2004 TN10                       | 5 października 2004 |
| (226857) 2004 TU13                       | 6 października 2004 |
| (268115) Williamalbrecht                 | 7 października 2004 |
| (306444) 1998 WT6                        | 24 listopada 1998   |
| (306501) 1999 VH1                        | 3 listopada 1999    |
| (311355) 2005 RO32                       | 13 września 2005    |
| (350491) 1999 VW8                        | 9 listopada 1999    |
| (357546) Edwardhalbach                   | 15 września 2004    |
| (368617) Sebastianotero                  | 5 października 2004 |
| Współodkrywcy 1. 2. 3. 4. 5. 6. 7. 8. 9. |                     |